# 다난 버스
다난 버스(영어: Danan Bus Company, Ltd., 중국어 정체자: 大南汽車股份有限公司, 병음: Dà nán qìchē gǔfèn yǒuxiàn gōngsī)는 대만 타이베이시에 본사를 둔 버스 업체이다.

## 연혁
- 1969년 8월: 회사 설립. (Yulon Motor Group, Danan Motor)

## 후임 회장
| 대표이사명 | 임기           |
| ---------- | -------------- |
| 范宰宇     | 2001년~2005년  |
| 陳金生     | 2005년~2009년  |
| 張昭禮     | 2009년, 2010년 |
| 戴宏聲     | 2010년~2013년  |
| 黃奕炳     | 2013년~2018년  |
| 王興尉     | 2018년~현재    |

## 보유 차종
다난 버스의 대형 일반 버스는 주로 히노 자동차, 저상버스는 자일대우버스, 위통버스, 히노 자동차, 중형버스는 토요타 코스터이다.
자일대우버스
- 대우 BS120CN 로얄 논스텝[1]

토요타 자동차
- 토요타 코스터 XZB50L
- 토요타 코스터 XZB70L

위통버스
- 위퉁 ZK6128HG

## 운행 노선

### 전세부
- RT마트 비탄점 무료 셔틀 버스 (매주 토,일요일 운행)

## 같이 보기
- 타이완의 버스 기업 목록